# Совет рабочих уполномоченных

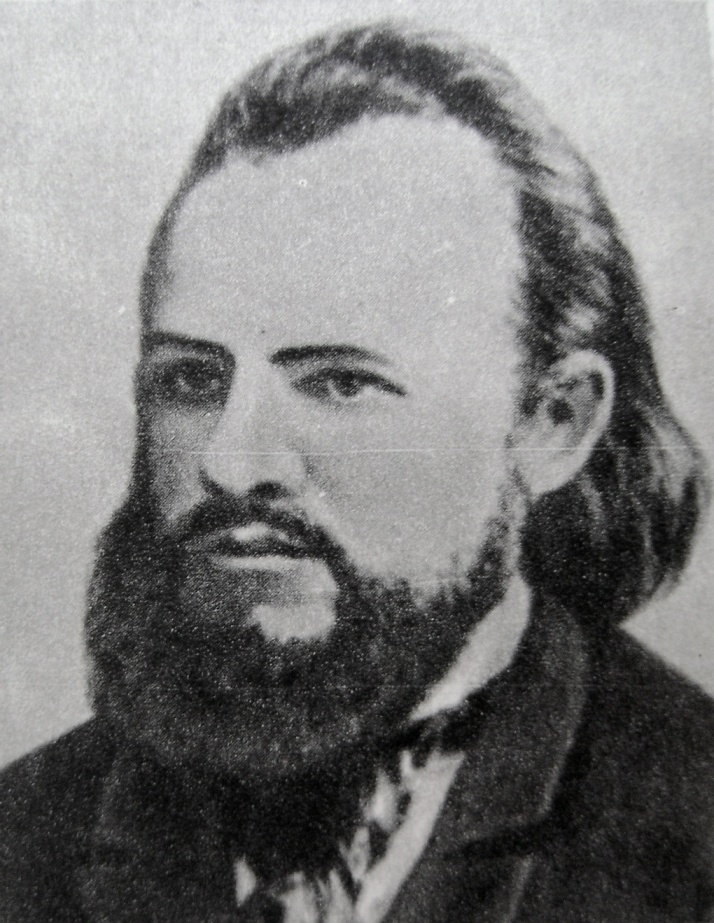
А. Е. Ноздрин — председатель Совета

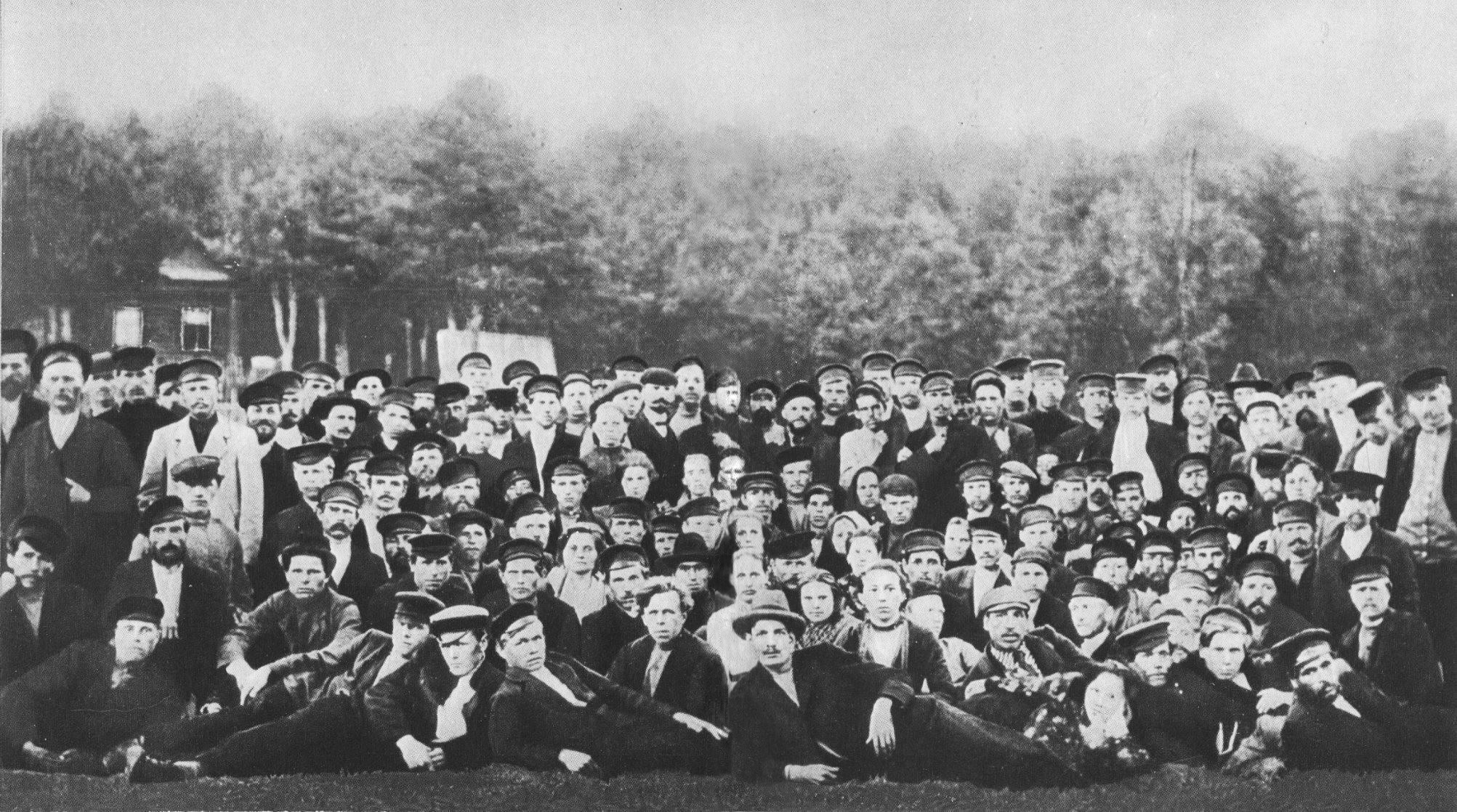
Депутаты на берегу Талки. Июнь 1905 года. Фото Н.Алексеева

Совет рабочих уполномоченных (после 1917 года стал известен как Иваново-Вознесенский общегородской совет рабочих депутатов) — выборный представительский орган власти рабочих, существовавший в Иваново-Вознесенске (сейчас Иваново) во время Первой русской революции с 15 (28) мая по 19 июля (1 августа) 1905 года. В Совет был избран 151 депутат от фабрик с численностью рабочих более тысячи (один депутат от каждых 500 человек). Всего 151 депутат. Председатель — А. Е. Ноздрин. Считается первым Советом в России.

## Создание
Совет появился в 1905 году в ходе Иваново-Вознесенских стачек. С 12 мая в Иваново-Вознесенске шла стачка, в которой участвовало более 70 тысяч человек. Бастующие требовали восьмичасового рабочего дня, повышения зарплат, отмены штрафов, ликвидации фабричной полиции, свободы слова, союзов, печати, стачек, созыва Учредительного собрания, но преобладали всё же экономические требования.
13 мая у городской управы (ныне площадь Революции) собрался митинг, на котором рабочие выдвинули свои требования фабрикантам. Однако фабриканты отказались вести переговоры с толпой и настояли на избрании рабочими уполномоченных от каждого предприятия. Вечером этого же дня на Талке была установлена норма представительства: избирался один депутат на 500 рабочих от фабрик с численностью рабочих более тысячи и выборы открытым голосованием начались. В этот день выбрали 50 человек. 15 мая на Талке выборы завершились. Был избран 151 депутат, в том числе 25 женщин. Как оказалось позднее, трое (или двое: принадлежность В. П. Барашкова спорна) депутатов были агентами охранки. Председателем стал иваново-вознесенский поэт Авенир Евстигнеевич Ноздрин. Вопреки намерениям фабрикантов депутаты отказались вести сепаратные переговоры на каждой фабрике в отдельности, а объединились в общегородской совет. Совет почти целиком (за исключением одного служащего) состоял из рабочих, средний возраст депутатов был 23 года.

## Деятельность

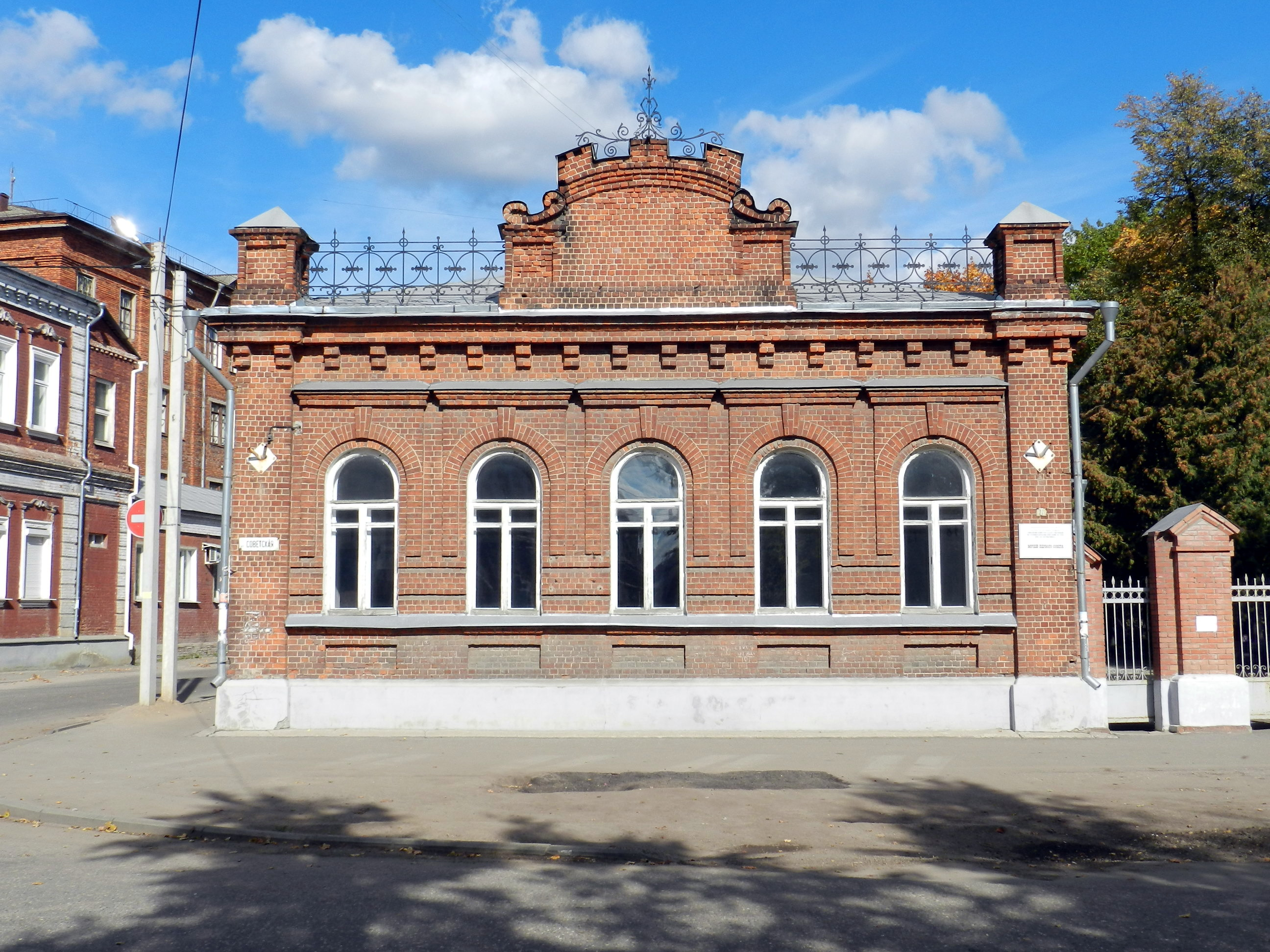
Дом первого Совета

Совет был призван руководить стачкой и переговорами с властями и фабрикантами, а также устраивать среди рабочих пропаганду марксизма и революционных идей. Вечером 15 мая в здании Мещанской управы (теперь известно как Дом первого Совета) прошло первое заседание Совета, во время которого управу охраняли рабочие. Позже заседания были перенесены на берег Талки. Советом созданы боевые дружины и выборный суд. 20 мая создана рабочая милиция, лидером которой стал И. Н. Уткин. 22 мая она послана для поддерживания в городе порядка и охраны фабрик от штрейкбрехеров. Законные же власти старались подавить стачечное движение посредством выселения рабочих из прифабричных казарм, повышения цен на продукты, но Совет пытался противодействовать этому путём открытия фабричных лавок и снабжением бастующих питанием. Он создал комиссию по руководству забастовками, возглавлявшуюся С. И. Балашовым, финансовую и продовольственную комиссии. Власть в городе частично находилась в руках Совета, с попустительства которого в городе начались поджоги и погромы домов фабрикантов, магазинов и лавок, во многих местах была нарушена связь. В рядах фабрикантов наметился раскол.
Хозяева не удовлетворили все требования рабочих, однако пошли на существенные уступки. В среднем до 10,5 часа сократилась продолжительность рабочего дня, увеличилась на 10 % зарплата, .
В конце июня заводчик П. Грязнов первым пошёл на уступки рабочим, вскоре присоединились и другие фабриканты: на предприятиях города рабочий день был сокращён на различное время (например, на заводе Мурашкина на 1,5 часа, на заводе Жохова на полчаса) и теперь составлял 10,5 часов в среднем, на 10 % увеличилась зарплата, беременные женщины и кормящие матери получили некоторые льготы, а участников стачки пообещали не увольнять. В виду этого 27 июня Совет принял постановление о прекращении стачки с 1 июля. Но в начале июля фабриканты решили отказаться от всех уступок и устроить локаут с целью подавления революционного движения. Несмотря на отсутствие у стачечников средств, митинги возобновились. Вновь начал проводить заседания Совет. Фабриканты снова пошли на уступки и, хотя далеко не все требования были выполнены, рабочие ими удовлетворились. 19 июля совершилось последнее заседание Иваново-Вознесенского Совета, на котором депутаты постановили возобновить работу.

## Память
В честь событий 1905 года, в советское время, с 1970-х годов, город Иваново носил неофициальное прозвище «Родина Первого Совета». В городе расположен Музей первого Совета. В 1970-е годы в городе были воздвигнуты памятники в честь революционных событий 1905 года — Памятник борцам революции 1905 года (1975), Мемориальный комплекс «Красная Талка» (1975), панно с барельефом и высказыванием Ленина на здании Дома Советов (1977) (см. Иваново-Вознесенские стачки). В честь революционеров и депутатов Совета были названы улицы города.
Существует мнение, что Иваново-вознесенское Собрание уполномоченных не было новой формой государственного управления, а название «Первый Совет» ему дали в 20-30-е годы XX века по идеологическим соображениям, и в 70-е годы XX века такая интерпретация получила второе рождение и поддержку.